# Tandy Radio Shack TRS-80 Model 12
Tandy Radio Shack TRS-80 Model 12 (TRS-80 Model 12) је професионални рачунар, производ фирме Тенди (Tandy Radio Shack) који је почео да се израђује у САД током 1983. године.
Користио је Z80-A као централни микропроцесор а RAM меморија рачунара TRS-80 Model 12 је имала капацитет од 80 KB до 768 KB. 
Као оперативни систем кориштен је TRS-DOS, CP/M.

## Детаљни подаци
Детаљнији подаци о рачунару TRS-80 Model 12 су дати у табели испод.
|                       |                                                                        |
| [ 1 ]                 |                                                                        |
| Произвођач            | Тенди                                                                  |
| Тип                   | професионални рачунар                                                  |
| Меморија              | 80 до 768 KB                                                           |
| Поријекло             | Сједињене Америчке Државе                                              |
| Година                | 1983                                                                   |
| Тастатура             | Пуни помак 82 тастера са нумеричком тастатуром и 8 функцијских тастера |
| Процесор              |                                                                        |
| Фреквенција процесора |                                                                        |
| RAM                   | 80 до 768 KB                                                           |
| ROM                   |                                                                        |
| Текст                 | 40 или 80 знакова x 24 линије                                          |
| Графика               | 640 x 240 (опциона картица)                                            |
| Боја                  | једна боја                                                             |
| Звук                  | уграђени звучник                                                       |
| Димензије             | 32 (ширина) x 27,5 (дубина) x 5,5 (висина) / 4,8                       |
| Портови               |                                                                        |
| Оперативни систем     |                                                                        |